# Ante Glavor
Ante Glavor (Dubrava, 1940.) je hrvatski književnik iz Australije. Piše pjesme.

## Životopis
Rodio se je u Dubravi 1940. godine. Otišao je u Australiju 1960. godine. Član je Hrvatsko-australskog literarno-umjetničkog društva iz Sydneya, Pjesničke unije Novog južnog Walesa te Hrvatsko-australskog literarno-umjetničkog društva August Šenoa.

## Djela
Objavio je pjesme u žurnalima i antologijama, te samostalnim stihozbirkama:
- Nemirne vode, 1993.
- Plamen u noći, 1994.
- pjesme u zbirci ur. Ante Kumarić  Mirrors in the Shadow, 1994.
- pjesme u časopisu  Australian Multicultural Book Review  1994.
- pjesme u zborniku  The Opening of Borders, antologiji poezije sudionika 21. svjetskog pjesničkog kongresa u Sydneyu 2001.
- pjesme u antologiji Reunion iz 2003., kojoj su urednici Robyn Ianssen, Beatriz Copello i Ann Davis